# Magnivray
Magnivray – miejscowość i gmina we Francji, w regionie Burgundia-Franche-Comté, w departamencie Górna Saona.
Według danych na rok 1990 gminę zamieszkiwały 153 osoby, a gęstość zaludnienia wynosiła 32 osoby/km² (wśród 1786 gmin Franche-Comté Magnivray plasuje się na 591. miejscu pod względem liczby ludności, natomiast pod względem powierzchni na miejscu 822.).